# Ambohitrandriamanitra
Ambohitrandriamanitra är en ort i Madagaskar.   Den ligger i regionen Analamanga, i den centrala delen av landet, 30 km sydost om huvudstaden Antananarivo. Ambohitrandriamanitra ligger 1 465 meter över havet och antalet invånare är 8 000.
Terrängen runt Ambohitrandriamanitra är platt österut, men västerut är den kuperad. Runt Ambohitrandriamanitra är det ganska tätbefolkat, med 214 invånare per kvadratkilometer. Närmaste större samhälle är Manjakandriana, 18,6 km norr om Ambohitrandriamanitra. I omgivningarna runt Ambohitrandriamanitra växer huvudsakligen savannskog.